# Rusted Root
Rusted Root és un grup de música de Pittsburgh, Pennsilvània conegut per la fusió de diferents estils com el Bluegrass, el rock amb fortes percussions, algunes d'origen africà, també de l'Amèrica llatina, també dels indis natius americans i del Pròxim Orient. Rusted Root ha actuat sovint juntament amb altres grups.

## Història
Rusted Root es va formar el 1990 a Pittsburgh, Pennsilvània i va enregistrar el seu primer disc el 1992 anomenat Cruel Sun, que fou reeditat el 2002. El major èxit li va arribar el 1994 amb "When I Woke", que va arribar al número 33 de les llistes d'èxits i també li va permetre que les seves cançons entressin en diverses bandes sonores com a Twister i Home for the Holidays. El 1996 va seguir l'àlbum Remember, el 1998 va continuar amb Rusted Root i Welcome to My Party (2002). Aquest darrer disc va ser molt criticar pels fans, coneguts com a rootheads, ja que va canviar la sonoritat deixant de banda els sons tribals.

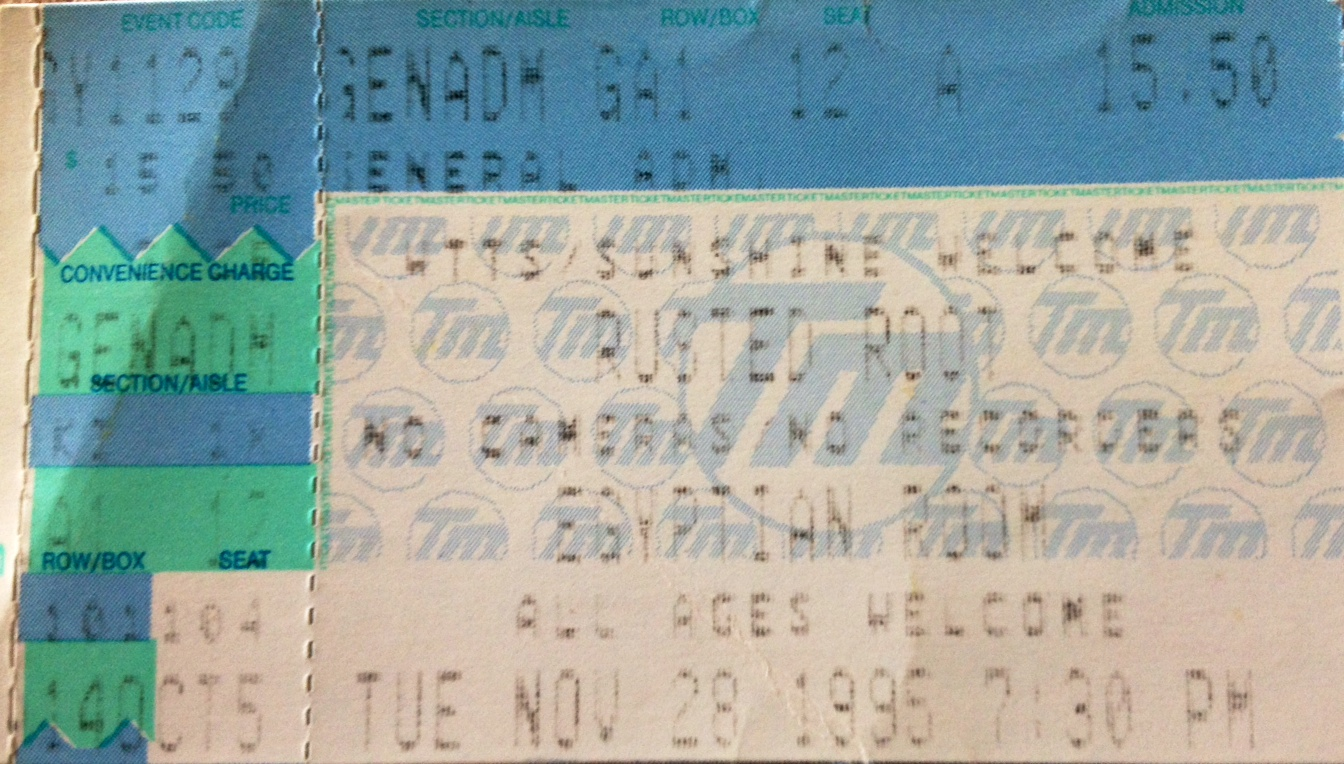
Rusted Root butlleta del concert de 1995

Amb el tema "Send Me On My Way", van aconseguir arribar al número 72 del Billboard el 1995. És el tema més popular i comercial, es va fer servir en les bandes sonores de Matilda, Ice Age. També en sèries com Tots cinc i Homicide.

## Membres actuals
- Michael Glabicki – veu, guitarra
- Jenn Wertz (Greensburg, Pennsilvània, 4 de gener de 1969) toca l'harmònica i canta en aquest grup, del que en fou una de les fundadores. Va deixar el grup el 1995 després del disc When I Woke i ha continuat una carrera en solitari amb el grup Isabella. Va retornar a la banda el 2000, a instàncies de Michael Glabicki per tornar-la a deixar el 2007. Actualment viu a Pittsburgh.
- Liz Berlin - S'encarrega de tocar la guitarra, les percussions i també hi aporta la veu. Va deixar el grup a finals de la dècada de 1990 per començar una carrera en solitari i va treure un disc anomenat Audiobiographical que està editat en versió d'estudi i també en versió directe.
- Patrick Norman - baix, guitarra, baríton, percussió
- John Buynak – guitarra elèctrica, percussió, flauta
- Jim Donovan – timbals, percussió, veus
- Jason Miller - timbals, percussió
- Colter Harper - guitarra

## Discografia

### Àlbums
- Cruel Sun (1992). Hi ha els temes "Primal Scream", "Tree", "!#*!@", "Artificial Winter", "Martyr", "Where She Runs", "Send Me On My Way", "Won't Be Long", "Cat Turned Blue", "Back to the Earth" i "Scattered".
- When I Woke (1994) fou el segon disc i el de més èxit, es va fer sota el segell PolyGram. Hi ha els temes "Drum Trip", "Ecstasy", "Send Me On My Way", "Cruel Sun", "Cat Turned Blue", "Beautiful People", "Martyr", "Rain", "Food & Creative Love", "Lost in a Crowd", "Laugh as the Sun", "Infinite Tamboura" i "Back to the Earth".
- Remember (1996). Es va enregistrar amb el segell Polygram. Hi ha els temes "Faith I Do Believe", "Heaven", "Sister Contine", "Virtual Reality", "Infinite Space", "Voodoo", "Dangle", "Silver-N-Gold", "Baby Will Roam", "Bullets In The Fire", "Who Do You Tell It To", "River In A Cage", "Scattered" i "Circle Of Remembrance".
- Rusted Root (1998). Hi ha els temes "She Roll Me Up", "Rising Sun", "Magenta Radio", "My Love", "Live A Long Time", "Kill You Dead", "Airplane", "Agbadza", "Moon", "Away From", "Flower" i "You Can't Always Get What You Want".
- Welcome to My Party (2002)
- Rusted Root Live (2004)
- Greatest Hits (2005)

### EPs
- Live (1995)
- Evil Ways (1996)
- Airplane (1998) Els temes són "Airplane", "Agbadza", "Martyr (Live)", "Laugh As The Sun (Live)", "Away From" i "Indigo: Music For Exploration And Evolution".